# 维莱叙勒蒙
维莱叙勒蒙（法語：Villers-sur-le-Mont，法語發音：[vilɛʁ syʁ lə mɔ̃]）是法国阿登省的一个市镇，属于沙勒维尔-梅济耶尔区。

## 地理
维莱叙勒蒙（49°39'51"N, 4°40'47"E）面积5.3 平方千米，位于法国大東部大區阿登省，该省份为法国北部内陆省份，西接埃纳省，南至马恩省，东临默兹省，北与比利时接壤。
与维莱叙勒蒙接壤的市镇（或旧市镇、城区）包括：布尔济库尔、普瓦-泰龙、桑格利、伊韦尔诺蒙、弗利兹。

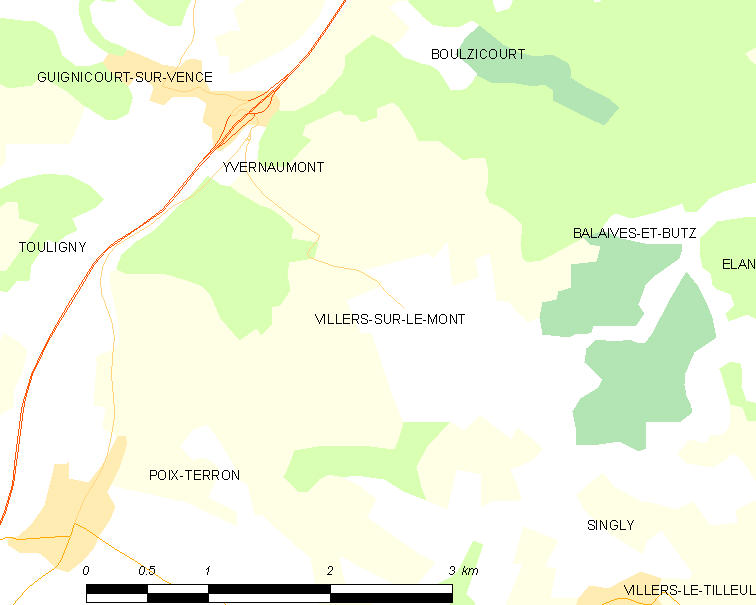
维莱叙勒蒙的OSM定位图

维莱叙勒蒙的时区为UTC+01:00、UTC+02:00（夏令时）。

## 行政
维莱叙勒蒙的邮政编码为08430，INSEE市镇编码为08482。

## 政治
维莱叙勒蒙所属的省级选区为默兹河畔努维永县。

## 人口

1962-2008年间维莱叙勒蒙人口变化图示

维莱叙勒蒙于2022年1月1日时的人口数量为102人。